# Adrien-Marie Legendre
Adrien-Marie Legendre (18 tháng 9 năm 1752 – 10 tháng 1 năm 1833) là một nhà toán học người Pháp. Ông có nhiều đóng góp quan trọng vào thống kê, số học, đại số trừu tượng và giải tích.
Đa số các công trình của ông được hoàn thiện bởi những người khác: các công trình của ông về nghiệm của các đa thức đã gợi ý cho lý thuyết Galois; các công trình của Abel về hàm số elliptic được phát triển dựa trên các ý tưởng của Legendre; một số công trình của Gauss trong thống kê và số học đã hoàn thiện các công trình trước đó của Legendre. Ông phát triển phương pháp bình phương tối thiểu, có nhiều ứng dụng trong hồi quy tuyến tính, xử lý tín hiệu, thống kê, và khớp đường cong. Ngày nay, cụm từ "phương pháp bình phương tối thiểu" được dùng như là một thành ngữ dịch nguyên từ tiếng Pháp méthode des moindres carrés.
Vào năm 1830 ông đưa ra chứng minh cho định lý cuối của Fermat cho trường hợp lũy thừa n = 5, cũng được chứng minh bởi Dirichlet vào năm 1828.
Trong số học, ông phỏng đoán luật bình phương nghịch đảo, sau đó được chứng minh bởi Gauss. Ông cũng có một số công trình tiên phong trong phân bố của số nguyên tố, và các ứng dụng của giải tích vào số học. Phỏng đoán của ông vào năm 1796 Định lý số nguyên tố được chứng minh chặt chẽ bởi Hadamard và de la Vallée-Poussin vào năm 1898.
Legendre đã có nhiều công trình đáng kể đóng góp vào lý thuyết hàm số elliptic, bao gồm cả sự phân loại các tích phân elliptic, nhưng cần đến thiên tài của Abel để nghiên cứu hàm ngược của các hàm số Jacobi và giải bài toán một cách hoàn toàn.
Ông được biết đến với biến đổi Legendre, được dùng để đi từ chuyển từ hàm Lagrange sang Hamilton dùng trong cơ học cổ điển. Trong nhiệt động học nó cũng được dùng để tính enthalpy và năng lượng Helmholtz và năng lượng Gibbs từ nội năng.
Ông cũng viết cuốn sách nổi tiếng Éléments de géométrie (Các cơ sở của hình học) vào năm 1794.